# 趙理 (永樂進士)
趙理，南直隸江都县人，明朝政治人物、進士出身。

## 生平
永樂二年，登進士。后選為翰林院庶吉士，編撰永樂大典。